# Hércules y los pigmeos
Hércules y los pigmeos es una pintura al óleo sobre lienzo de Dosso Dossi, que data de 1535 y se expone en el Universalmuseum Joanneum de Graz.

## Descripción
El escritor griego Filóstrato (siglo III) detalló en su obra Descripciones de cuadros una serie de pinturas de la Antigüedad, hoy perdidas. Pintores renacentistas, como Dosso o su hermano Battista, las recrearon según su imaginación les dictaba.
Basándose en la mitología, se representa a Heracles rodeado de pigmeos, episodio poco conocido que inspiró a Jonathan Swift para su historia de Gulliver con los liliputienses.
El héroe se muestra semidesnudo, cubierto solo por la piel del León de Nemea, mientras se despierta rodeado de los pequeños hombrecillos, vestidos como mercenarios, y los introduce en la piel del león. La escena se desarrolla en un paisaje idílico, marcando un contraste entre la umbría del bosque y el paisaje abierto, una maniobra típica de los pintores del norte de Italia, especialmente los venecianos y, en concreto, en Ferrara en la primera mitad del siglo XVI.
La obra está impregnada de los valores que inspiraron las obras fantásticas, mitológicas o literarias, que eran característicos de la corte de Este en Ferrara, por la que se hizo famoso el autor.